# Denis Pouchiline
Denis Vladimirovitch Pouchiline (en russe : Дени́с Влади́мирович Пуши́лин), né le 9 mai 1981 à Makiïvka (URSS), est un homme politique russe, président de l'exécutif de la république populaire de Donetsk depuis 2018. Cette dernière étant annexée par la Russie en septembre 2022, alors qu'elle ne contrôle pas totalement l'Oblast dont la ville fait partie.  
Il est donc à la tête de cet État séparatiste formé après un référendum populaire contesté sur la scène internationale le 12 mai 2014. Le procureur général d'Ukraine a inscrit cette « république populaire » à la liste des « organisations terroristes » depuis mai 2014. 
Il devient président et Premier ministre de la république populaire de Donetsk par intérim en 2018, après l'assassinat du président et Premier ministre Alexandre Zakhartchenko. Il est ensuite élu en novembre de la même année.

## Biographie

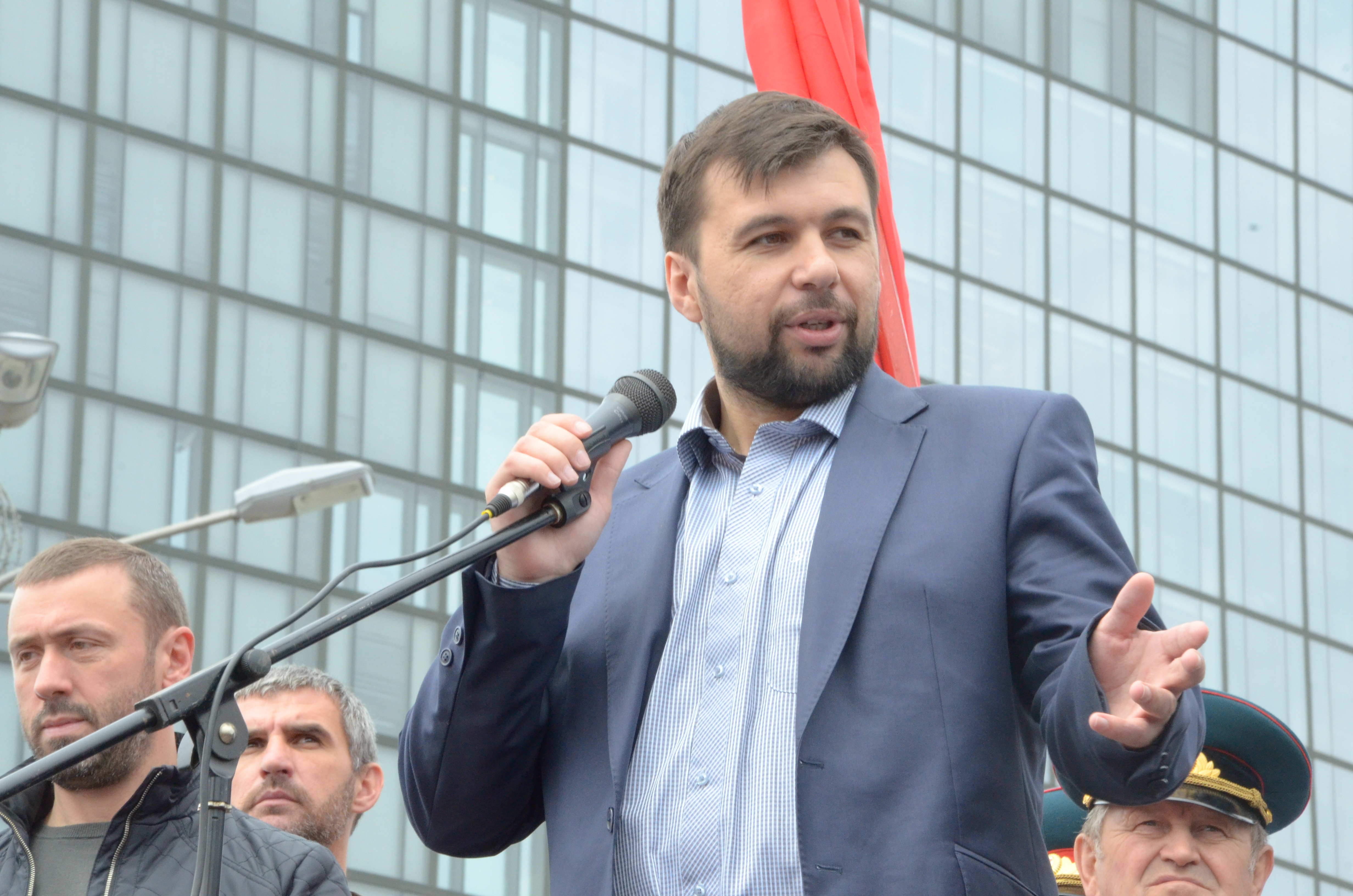
Denis Pouchiline s'adressant à la foule à Donetsk pendant le défilé de la Victoire du 9 mai 2014.

Denis Pouchiline passe son enfance et sa jeunesse à Makiïvka, ville minière jouxtant Donetsk. Il y termine ses études secondaires en 1998. De 1999 à 2000, il effectue son service militaire à la garde nationale d'Ukraine, puis poursuit ses études à la faculté d'économie de l'Académie de construction et d'architecture du Donbass, située à Donetsk. Il est embauché en 2002 par la compagnie de construction Solodka Jittia et parallèlement devient volontaire de la pyramide financière MMM qui est implantée depuis les années 1990 dans plusieurs de pays de l'ex-URSS. Celle-ci finance le parti Nous n'avons qu'un but, au sein duquel Pouchiline se présente à la députation en 2013, mais n'obtient que 0,98 % des voix.
Pouchiline est l'une des personnalités membres du gouvernement provisoire de la république populaire de Donetsk. Le 5 avril 2014 il est nommé président du Parlement, le Conseil suprême de la république populaire de Donetsk, alors que le président en exercice, Pavel Goubarev enlevé par un commando du service de sécurité d'Ukraine, se trouve en prison. Il sera libéré en mai suivant en échange de trois officiers du renseignement ukrainiens. Le 7 avril a lieu le référendum qui aboutit à la formation de la république populaire de Donetsk, non reconnue internationalement. C'est Pouchiline qui prend la tête des manifestations de protestation de Donetsk des mois d'avril et de mai 2014, contre les opérations militaires décidées par le gouvernement de Kiev. Le 15 mai 2014, il devient président du Conseil Suprême c'est-à-dire le troisième plus haut poste l'État. Le 29 avril 2014, il est interdit de voyage et de visa par l'Union européenne dans le cadre de l'élargissement des sanctions contre la fédération de Russie. Le lendemain du référendum du 11 mai, Pouchiline demande le rattachement de la république à la fédération de Russie. Le 24 mai, un projet d'État fédéral de Nouvelle-Russie est formé avec la république populaire de Lougansk. 
Une tentative d'assassinat a lieu contre Pouchiline le 7 juin 2014 à Donetsk, près du restaurant Millenium, boulevard Pouchkine. Celle-ci provoque la mort par balles du jeune assistant de Pouchiline. Une bombe dans la nuit du 12 au 13 juin 2014 explose la voiture de Pouchiline en centre-ville (qui ne s'y trouvait pas) provoquant la mort de deux de ses assistants.
Le 18 juillet 2014, Pouchiline annonce à Moscou, où il se trouvait depuis la mi-juin, sa démission. Boris Litvinov lui succède le 25 juillet.
Après la mort du président et Premier ministre Alexandre Zakhartchenko dans un attentat, le 31 août 2018, Dmitri Trapeznikov est nommé à ses fonctions par intérim. Denis Pouchiline le remplace une semaine plus tard.
Le 11 novembre 2018, il est élu président de la république populaire de Donetsk.
Il adhère au parti politique de Vladimir Poutine Russie unie en 2021.

## Polémique
Un tract distribué à Donetsk en 2014 appelant les Juifs âgés de 16 ans et plus à se présenter aux autorités pour se faire recenser comme Juif et à déclarer leur patrimoine, aurait provoqué la panique au sein de la communauté juive à la veille de la fête de Pâque. Le tract, frappé du sceau de la Ville et signé par Denis Pouchiline, le président du gouvernement temporaire de Donetsk, a été distribué aux Juifs aux abords de la synagogue de la ville ainsi que dans les secteurs de la ville contrôlés par les pro-Russes. Le tract, dans lequel les autorités locales exigent le paiement d'une taxe spéciale de 50 dollars par Juif, précise que les Juifs qui ne se feraient pas enregistrer risquent la révocation de leur nationalité, la confiscation de leurs biens et l'expulsion du pays. Denis Pouchiline s'en défend en disant qu'il ne serait pas de sa main, même si distribué par des fidèles. Dans une lettre ouverte adressée à Vladimir Poutine, des personnalités juives d’Ukraine accusent le président russe Poutine de brandir la menace du nationalisme et de l’antisémitisme pour légitimer son interventionnisme en Ukraine.
Le grand rabbin à Donetsk, Pinchas Vichedski, a ensuite confirmé que ce tract était un faux.

## Vie privée
Denis Pouchiline est marié et père d'une fille née en 2008.